# Јован Р. Зец
Јован Р. Зец (Београд, 1943.) српски је сликар и педагог.

## Биографија
Јован Р. Зец је дипломирао на Академији ликовних уметности у Београду. Докторирао је Историју модерне уметности на Филозофском факултету. Од 1988. године живи и ради у француском граду Туру где је професор сликарства и директор Центра за ликовна истраживања.
Уметнички рад Јована Р. Зеца заснован је на византијској традицији.